# مرادآباد كلكل (مقاطعة دلفان)
مرادآباد كلكل (بالفارسية: مرادآباد کل‌کل) هي قرية تقع في قسم ميربغ الشمالي الريفي (مقاطعة دلفان) في إيران. يقدر عدد سكانها بـ 176 نسمة .